# Ekpyrotiska modellen
Den ekpyrotiska modellen är en ny teoretisk modell inom kosmologi och astrofysik baserad på strängteori utarbetad av Neil Turok och  Paul Steinhardt. Modellen ger bland annat en alternativ förklaring till universums ursprung.
Benämningen kommer från den grekiska termen "ekpyrosis" som ungefär betyder ”från eld”. 
Den ekpyrotiska modellen av universum antar att vårt synliga universum ligger på ett gigantiskt tredimensionellt bran som rör sig i en fjärde högre rumsdimension. Vårt bran kan vara ett av flera som rör sig genom denna extra dimension. Teorin föreslår att långt tillbaka i tiden var vårt universum tomt och kallt och vid någon tidpunkt kolliderade vårt bran med ett parallellt bran. Energin från kollisionen omvandlades till ett eldhav av het materia med till exempel kvarkar, elektroner och fotoner och orsakade att vårt universum började expandera kraftigt i det som vi kallar för Big Bang.
I det ekpyrotiska scenariot är alltså inte Big Bang början på allt, utan snarare en händelse som kan ske om och om igen, då de parallella branen kan kollidera med varandra i en cyklisk process. Denna nya modell motsäger alltså inte hela Big Bang-teorin, men ändrar dess tidiga historia, där den ger ett alternativ till inflationsteorin.
Precis som strängteorin lider dock det ekpyrotiska scenariot av svagheter, eftersom teorin bakom är vag och med många antaganden.